# Nahomi Kawasumi
Nahomi Kawasumi (Em japonês:川澄 奈穂美 Kawasumi Nahomi) (Yamato, 23 de setembro de 1985) é uma futebolista japonesa que atua como atacante. Atualmente, joga pelo  INAC Kobe Leonessa.

## Títulos
INAC Kobe
- L. League: 2011
- All Japan Women's Football Championship: 2010

Seleção Japonesa
- Jogos Asiáticos de 2010 (Ouro)
- Copa do Mundo Feminina: 2011
- Jogos Olímpicos de Verão de 2012 (Prata)